# Hyphoraia dejeanii
Hyphoraia dejeanii, oftmals auch Hyphoraia dejeani geschrieben und zuweilen als Iberischer Braunbär bezeichnet,  ist ein Schmetterling (Nachtfalter) aus der Unterfamilie der Bärenspinner (Arctiinae). Das Artepitheton ehrt den französischen Entomologen Graf Pierre Dejean.

## Merkmale

### Falter
Die Falter besitzen eine Flügelspannweite von 36 bis 40 Millimetern bei den Männchen und 35 bis 43 Millimetern bei den Weibchen. Die Vorderflügeloberseite hat eine zimtfarbene Grundfarbe und ist mit einer miteinander verbundenen hell ockerfarbenen, längsstrahlähnlichen Fleckenzeichnung versehen. Die Hinterflügeloberseite ist kräftig gelb gefärbt, zum Saum hin rötlich überstäubt und mit großen schwarzen Flecken in der Postdiskalregion sowie kleineren in der Flügelmitte versehen. Die Unterseiten sämtlicher Flügel bilden die Farben und Muster der Oberseiten in undeutlicher und abgeschwächter Intensität ab. Die Fühler der Männchen sind beidseitig lang bewimpert, diejenigen der Weibchen sind fadenförmig und leicht sägezähnig.

### Raupe
Ausgewachsene Raupen haben am gesamten Körper eine dichte Behaarung, die auf dem Rücken schwarz und an den Seiten rotbraun ist. Am Körperende befinden sich besonders lange, meist grauweiße Haare.

### Ähnliche Arten
Die Hofdame (Hyphoraia aulica) und die Südliche Hofdame (Hyphoraia testudinaria) unterscheiden sich dadurch, dass die hellen Flecke auf der Oberseite der mehr zu bräunlichen Farben tendierenden Vorderflügel nicht ineinander verlaufen.

## Verbreitung und Vorkommen
Die Art kommt auf der Iberischen Halbinsel in Höhen bis 1500 Meter vor. Sie besiedelt Steppenwiesen, Felsheiden und Magerrasenflächen.

## Lebensweise
Die Flugzeit der in einer Generation fliegenden dämmerungs- und nachtaktiven Falter umfasst je nach Höhenlage die Monate Mai bis Juli. Insbesondere die Männchen besuchen künstliche Lichtquellen. Hauptnahrungspflanzen der Raupen sind die Blätter von Wegerich- (Plantago) und Löwenzahn-Arten (Taraxacum) sowie anderer niedrig wachsender Pflanzen. Die Verpuppung erfolgt in einem Kokon zumeist unter Steinen. Die Art überwintert als Raupe.